# مقطع مرئي

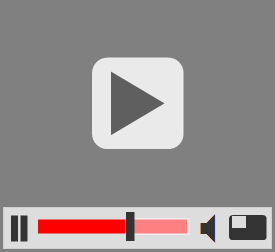
أيقونة المقطع المرئي

مقطع مرئي (بالإنجليزية: Video clip)‏، هي مجموعة من اللقطات والمشاهد المصورة بنظام الفيديو مجمعة في مقطع قصير لا تزيد مدته عن 10 دقائق ولا تقل عن 30 ثانية بحيث تؤدي إلى نتيجة أو فكرة متكاملة كأغنية أو قصة خبرية أو تسجيلية.
بدأ بث مثل هذه المقاطع في التلفزيون عموما. واشتهر استخدامها في الأغاني الحديثة. وساعدت طبيعتها القصيرة على انتشارها عبر الشبكة وقد تخصصت بعض المواقع لها مثل موقع يوتيوب وبرنامج أي تونز وموقع ديلي موشن وغيرها من المواقع مثل المنتديات والمدونات وغيرها.